# Zwierzęta urikoteliczne
Zwierzęta urikoteliczne, zwierzęta urykoteliczne (łac. acidum uricum – kwas moczowy) – zwierzęta, które w wyniku procesów metabolicznych wydalają większość azotu w postaci kwasu moczowego. Jest on bardzo mało toksyczny, ale jego synteza jest bardziej energochłonna niż synteza amoniaku czy mocznika. Pozwala jednak na zaoszczędzenie wody, ponieważ już w niedużym stężeniu związek ten wytrąca się z roztworu w postaci kryształów, tak więc woda, w której się znajdował, może zostać ponownie wykorzystana.
Zwierzęta urikoteliczne często zamieszkują pustynie i półpustynie. W ten sposób azot wydalają: gady (poza krokodylami, które są amonioteliczne), ptaki, lądowe ślimaki, owady, a także pajęczaki i wije. Osobniki dorosłe wydalają go w postaci gęstej zawiesiny lub kryształów, natomiast zarodki rozwijające się w jajach odkładają kryształy kwasu moczowego w jamie omoczni.